# ガサキングα
ガサキングα（がさきんぐあるふぁ）は、尼崎市にある三和市場から生まれた、架空の怪獣である。

## 概要
混沌とした三和市場のシャッターを破壊する為に生まれた地域おこしの怪獣である。田口清隆監督による映画も撮影されている（後述）。
毎年十月には誕生祭が催される。

## 映画
田口清隆監督による自主制作映画も製作された。

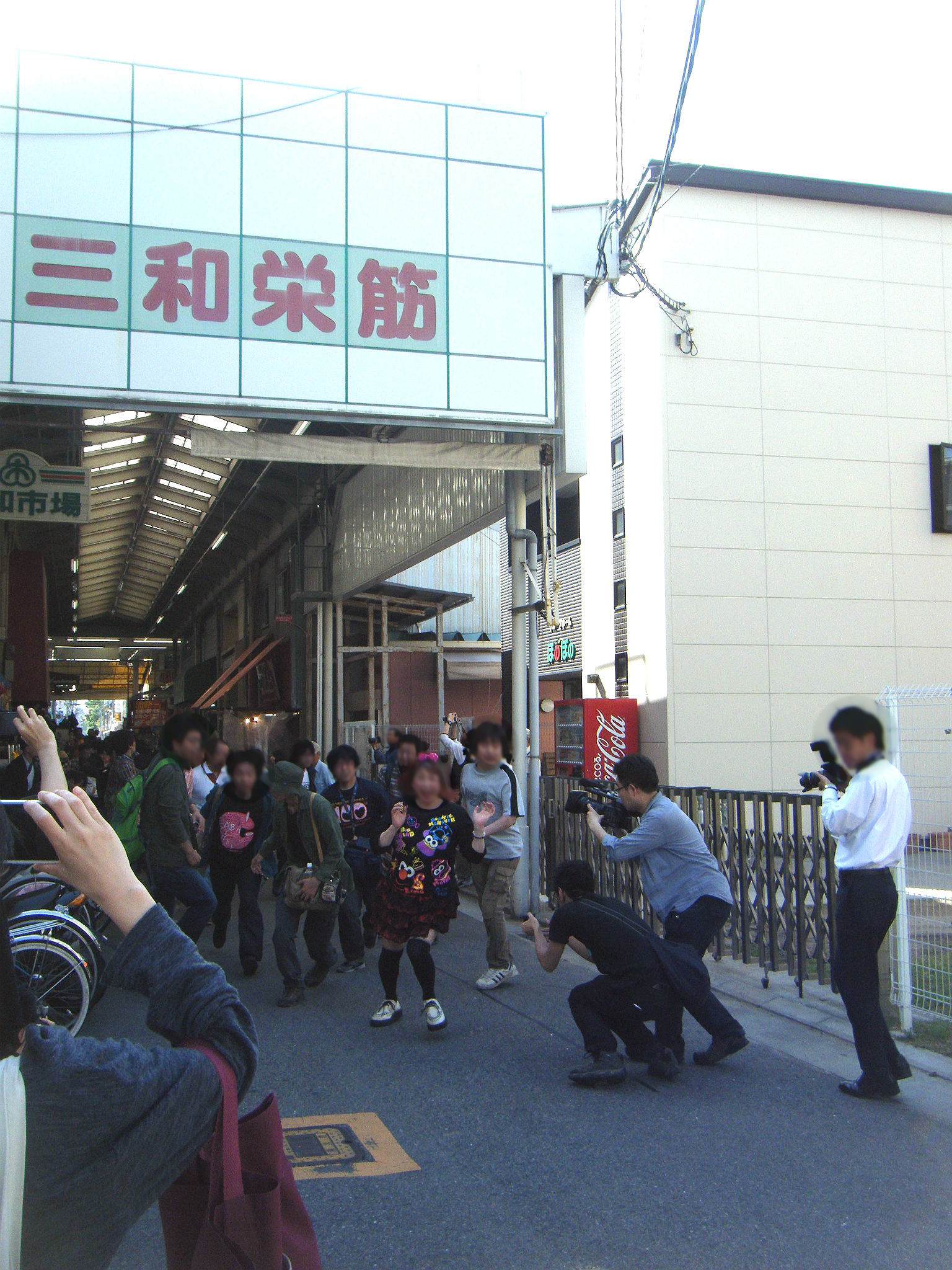
『大怪獣ガサキングα 三和市場に現わる』制作中の田口清隆監督と三和市場

2016年5月4日に三和市場（兵庫県尼崎市）のイベント「怪獣市場デラックス2」にて撮影後、現地で合成・編集。
同夜「第6回全国自主怪獣映画選手権・尼崎大会」において完成作品が公開された。
なお本作は、後日カットやエフェクトの追加された最終編集版が同選手権よりYouTubeにて公開されている。